# Ještě nejsem, kým chci být
Ještě nejsem, kým chci být je český dokumentární film režisérky Kláry Tasovské z roku 2024. Snímek je portrétem fotografky Libuše Jarcovjákové.

## Popis
Snímek zachycuje netradičním způsobem koláže tisíců fotografií rekonstrukci života osobnosti Libuše Jarcovjákové. Film v podobě fotorománu popisuje v historických vizuálních stopách hledání vlastní identity, intimity, tělesnosti a emocí. Kontinuita snímků zachycuje důležité momenty v jejím životě (normalizace, sametové revoluce, pád železné opony), ale také osobnosti, které se v jejím životě objevily. Film produkovala společnost Somatic Films Kláry Tasovské a Lukáše Kokeše. Získal podporu Audiovizuálného fondu, Státního fondu kinematografie a České televize.

## Uvedení
Film byl uveden v únoru 2024 na festivalu Berlinale (sekce Panorama Dokumente), následně si odbyl českou premiéru na festivalu v Karlových Varech. Do kin jej uvedla 3. října 2024 společnost Aerofilms. V srpnu 2025 rozhodla Česká filmová a televizní akademie o vyslání filmu jako kandidáta na Oscara v kategorii nejlepší mezinárodní film.

## Tvůrci
- Režie: Klára Tasovská
- Scénář: Klára Tasovská, Alexander Kashcheev
- Kamera: Libuše Jarcovjáková
- Hudba: Oliver Torr, Prokop Korb, Adam Matej
- Zvuk: Alexander Kashcheev, Michaela Patríková
- Střih: Alexander Kashcheev